# Serge Perroud
Pour les articles homonymes, voir Perroud.
Serge Perroud, né le 13 juillet 1970, est un skieur de vitesse français. Il est notamment médaillé de bronze aux Mondiaux de 2001 à Cervinia.

## Résultats

### Championnats du monde
- Championnats du monde 2001 :  Médaillé de bronze

### Coupe du monde
- Meilleur résultat au classement général : 4e en 2002
- 1 podium en 2002 à Aspen

### Championnats de France
- Champion de France en 2000 et 2006
- Vice-champion de France en 1997